# Gervold
Saint Gervold (ou Gerwald, ou Gerbaud) est un moine, chargé de mission de Charlemagne, évêque d'Évreux vers 785, puis 15e abbé de Fontenelle à partir de 787. Il est mort en 806 ou 807.
Il est l'oncle de Saint Anségise qu'il tonsura et fit clerc vers 795. Gervold l'emmena ensuite à la cour de Charlemagne à Aix-la-Chapelle où il supervisa les travaux royaux.

## Début de carrière
Gervold serait issu d'une famille noble, de Walgaire et Walda.
Gervold a été chargé de différentes missions diplomatiques par Charlemagne, particulièrement auprès du chef breton Anowarith qui détenait le Cotentin et l'île d'Angia (actuellement Jersey), mais aussi auprès d'Offa, roi de Mercie pour tenter de négocier le mariage de leurs enfants.
Il était par ailleurs chargé de collecter les droits de douane dans les ports et marchés entre Rouen et Quentovic,.

## À l'abbaye
Chapelain de Bertrade de Laon,, il avait une belle voix et connaissait l'art du chant.
Charlemagne, à la demande de sa mère, le nomme vers 785 évêque d'Évreux. Il quitte peu après l'évêché pour redevenir moine à Abbaye de Saint-Wandrille de Fontenelle.
À la mort de Witlaic le 22 septembre 787, il lui succède à la tête de l'abbaye. Il établit une école dans le monastère de Fontenelle. Cette école a été célèbre auprès des religieux. Il enrichit la bibliothèque et développe le cantilène, l'arithmétique et l'art des copistes. C'est durant son abbatiat que le moine Hardouin († 811), reclus dans l'ermitage de Saint-Saturnin, recopie les manuscrits rapportés de Rome, écrit la vie de saint Vulfran, et enseigne la calligraphie et l'arithmétique à de jeunes enfants.
D'autre part, il fit réédifier l'infirmerie, les cuisines, le chauffoir et plusieurs autres parties de l'abbaye. Son neveu Anségise de Fontenelle a continué son œuvre.
Il était fêté à Fontenelle le 1er juillet.

## Sources
- Dictionnaire bibliographique et historique, Édouard frère, Librairie Guénégaud.
- Histoire sommaire de l'architecture religieuse, militaire et civile au Moyen Âge, de Caumont, 1836.
- (fr + de) Hartmut Atsma (dir.) (préf. Karl Ferdinand Werner), La Neustrie : Les pays au nord de la Loire de 650 à 850: colloque historique international (2 tomes), Sigmaringen, Jan Thorbecke, 1989 (ISBN 3-7995-7316-X, ISSN 0178-1952), p. 543-593
- (fr) Elisabeth Deniaux, Claude Lorren, Pierre Bauduin et Thomas Jarry, La Normandie avant les Normands : de la conquête romaine à l’arrivée des Vikings, Rennes, Éditions Ouest-France, coll. « Université », 2002, 435 p. (ISBN 2-7373-1117-9)